# Episodi di Beverly Hills 90210 (terza stagione)
La terza stagione della serie televisiva Beverly Hills 90210 è andata in onda in prima visione negli Stati Uniti dal 15 luglio 1992 al 19 maggio 1993 sul network Fox.
In Italia è stata trasmessa a partire dal 12 ottobre 1993 su Italia 1. Il primo episodio della stagione è stato seguito da più di cinque milioni di spettatori.
| nº | Titolo originale                              | Titolo italiano                     | Prima TV USA      | Prima TV Italia  |
| -- | --------------------------------------------- | ----------------------------------- | ----------------- | ---------------- |
| 1  | Misery Loves Company                          | Problemi di cuore                   | 15 luglio 1992    | 12 ottobre 1993  |
| 2  | The Twins, The Trustee, and the Very Big Trip | Saggezza paterna                    | 22 luglio 1992    | 14 ottobre 1993  |
| 3  | Too Little, Too Late/Paris 75001              | Giochi d'estate                     | 29 luglio 1992    | 21 ottobre 1993  |
| 4  | Sex, Lies and Volleyball/Photo Fini           | Nuovi amori                         | 5 agosto 1992     | 26 ottobre 1993  |
| 5  | Shooting Star/American In Paris               | Piccoli tradimenti                  | 12 agosto 1992    | 26 ottobre 1993  |
| 6  | Castles In The Sand                           | Castelli di sabbia                  | 19 agosto 1992    | 28 ottobre 1993  |
| 7  | Song of Myself                                | Il primo giorno di scuola           | 9 settembre 1992  | 2 novembre 1993  |
| 8  | The Back Story                                | Figli privilegiati                  | 16 settembre 1992 | 4 novembre 1993  |
| 9  | Highwire                                      | Un sogno chiamato college           | 1º ottobre 1992   | 11 novembre 1993 |
| 10 | Home And Away                                 | Una festa a sorpresa                | 7 ottobre 1992    | 17 novembre 1993 |
| 11 | A Presumption of Innocence                    | Presunto innocente                  | 21 ottobre 1992   | 18 novembre 1993 |
| 12 | Destiny Rides Again                           | Colpa del destino                   | 4 novembre 1992   | 25 novembre 1993 |
| 13 | Rebel With a Cause                            | Una lunga amicizia                  | 11 novembre 1992  |                  |
| 14 | Wild Horses                                   | Fantasmi del passato                | 18 novembre 1992  | 2 dicembre 1993  |
| 15 | The Kindness of Strangers                     | L'amico ritrovato                   | 25 novembre 1992  | 9 dicembre 1993  |
| 16 | It's a Totally Happening Life                 | Un angelo con le ali                | 16 dicembre 1992  |                  |
| 17 | The Game Is Chicken                           | La sfida                            | 6 gennaio 1993    | 16 dicembre 1993 |
| 18 | Midlife...Now What?                           | Tutta colpa dell'età                | 13 gennaio 1993   |                  |
| 19 | Back In The Highlife Again                    | L'importante è ricominciare         | 27 gennaio 1993   |                  |
| 20 | Parental Guidance Recommended                 | Momenti difficili                   | 3 febbraio 1993   |                  |
| 21 | Dead End                                      | Difesa personale                    | 10 febbraio 1993  |                  |
| 22 | The Child Is Father to the Man                | Un tragico accordo                  | 17 febbraio 1993  |                  |
| 23 | Duke's Bad Boys                               | C'è sempre una prossima volta       | 3 marzo 1993      | 24 febbraio 1994 |
| 24 | Perfectly Perfect                             | Amore a prima vista                 | 24 marzo 1993     |                  |
| 25 | Senior Poll                                   | Paura di vivere                     | 7 aprile 1993     | 10 marzo 1994    |
| 26 | She Came Through The Bathroom Window          | Una magnifica truffa                | 21 aprile 1993    |                  |
| 27 | A Night To Remember                           | Una notte da ricordare              | 28 aprile 1993    | 24 marzo 1994    |
| 28 | Something In The Air                          | Una punizione esemplare             | 12 maggio 1993    | 31 marzo 1994    |
| 29 | Commencement: Part 1 e 2                      | Il giorno del diploma (1 e 2 parte) | 19 maggio 1993    | 7 aprile 1994    |
| 30 | Commencement: Part 1 e 2                      | Il giorno del diploma (1 e 2 parte) | 19 maggio 1993    | 14 aprile 1994   |

## Problemi di cuore
- Titolo originale: Misery Loves Company
- Diretto da: Jeffrey Melman
- Scritto da: Jessica Klein

### Trama
Brandon torna a lavorare al Beverly Hills Beach Club per l'estate dove lavora anche Andrea come supervisore per i bambini al campo estivo. Brenda continua a vedere Dylan di nascosto ma i due vengono scoperti quando Jim e Cindy li incontrano al Beach Club. Dopo l'ennesima lite, Brenda scappa di casa e va a vivere con Dylan.

## Saggezza paterna
- Titolo originale: The Twins, The Trustee, and the Very Big Trip
- Diretto da: David Carson
- Scritto da: Charles Rosin

### Trama
Brenda e Dylan scoprono che la convivenza è più difficile del previsto ma Brenda è troppo testarda per ammettere che è infelice. Kelly decide di rinunciare al suo viaggio estivo a Parigi per stare a casa con la sua sorellina appena nata. Jim decide di mandare a Parigi Brenda al posto di Kelly e spinge Dylan ad incoraggiarla a partire.

## Giochi d'estate
- Titolo originale: Too Little, Too Late/Paris 75001
- Diretto da: Daniel Attias
- Scritto da: Karen Rosin

### Trama
Arrivate a Parigi, Brenda e Donna sono in difficoltà con il francese e le due ragazze finiscono con il mangiare qualcosa di "particolare" in un ristorante francese. Andrea aiuta un bambino sordo che ha problemi al campo estivo. Dylan e Kelly cominciano a flirtare e Brandon è geloso del nuovo ragazzo di Andrea.

## Nuovi amori
- Titolo originale: Sex, Lies and Volleyball/Photo Fini
- Diretto da: Jeffrey Melman
- Scritto da: Kenneth Biller

### Trama
Donna si sente tagliata fuori perché Brenda e le altre compagne di corso parlano bene francese. Un giorno però incontra un fotografo e inizia la carriera da fotomodella, finché non le viene chiesto di spogliarsi. Lei rifiuta, ma ne frattempo si accorge di conoscere il francese. Steve incontra la ragazza perfetta, sia come compagna di beach volley che come donna. Kelly e Dylan partecipano insieme al torneo di beach volley e passano il pomeriggio insieme a fare da babysitter ad Erin. David incontra Nikki, una giovane ragazza interessata sia alla sua musica che a lui.

## Piccoli tradimenti
- Titolo originale: Shooting Star/American In Paris
- Diretto da: Daniel Attias
- Scritto da: Jessica Klein

### Trama
Kelly e Dylan trascorrono un romantico pomeriggio con le moto d'acqua nelle onde di Paradise Cove. Brenda si prende una cotta per un ragazzo americano di nome Rick che la scambia per una parigina. Brandon cerca di aiutare un veterano di guerra senzatetto, David ingaggia Steve come manager per la sua carriera nel mondo della musica e Andrea va nel panico quando Cameron, il bambino sordo del campo estivo, sparisce.

## Castelli di sabbia
- Titolo originale: Castles In The Sand
- Diretto da: Paul Lazarus
- Scritto da: Ann Donahue

### Trama
Brenda e Donna arrivano da Parigi e gli amici festeggiano il loro ritorno con una grande festa. Brandon è infastidito dai continui commenti razzisti di Brooke e la loro storia ne soffre. Grazie a Steve, David fa un concerto al Beach Club mostrando il suo talento a tutta l'élite di Beverly Hills. Kelly e Dylan decidono di non dire a Brenda quello che è successo fra loro.

## Il primo giorno di scuola
- Titolo originale: Song of Myself
- Diretto da: Jeffrey Melman
- Scritto da: Kenneth Biller

### Trama
Quando Brandon decide di lasciare il Blaze, Andrea chiede aiuto al loro nuovo insegnante di letteratura per fargli cambiare idea. La cotta estiva di David si iscrive al West Beverly ma Nikki ora ha occhi solo per Brandon. Ai ragazzi dell'ultimo anno viene affidato il compito di "tutor" per le nuove matricole e Brenda diventa la tutor di Sue Scanlon, la sorella minore di Scott: la ragazza è ancora sconvolta dalla morte del fratello. Kelly è depressa per la relazione fra Dylan e Brenda e si sente sola.

## Figli privilegiati
- Titolo originale: The Back Story
- Diretto da: Bradley M. Gross
- Scritto da: Karen Rosin

### Trama
Beth Nielson, una giornalista dello show televisivo "Back Story", è in città e chiede l'aiuto di Brenda per girare un documentario sul West Beverly. L'ingenua Brenda accetta di essere intervistata senza sapere che le sue parole saranno stravolte ed estrapolate dal loro contesto in fase di montaggio. Steve ottiene una chiave della scuola che gli darà libero accesso ai computer della scuola.

## Un sogno chiamato college
- Titolo originale: Highwire
- Diretto da: Bethany Rooney
- Scritto da: Star Frohman

### Trama
Con il diploma ormai vicino, i gemelli Walsh sono stressati per la scelta del college. I genitori annunciano ai due figli che possono permettersi di mandare ad un college di un altro stato solo uno dei figli. La notizia causa litigi fra i due gemelli. David vede accidentalmente nuda Kelly mentre fa la doccia. Steve valuta se usare o meno la chiave della scuola mentre Brenda si accorge che Dylan si sta allontanando.

## Una festa a sorpresa
- Titolo originale: Home and Away
- Diretto da: Jack Bender
- Scritto da: Chip Johannessen

### Trama
Quando due studenti del liceo rivale Shaw vengono uccisi a colpi di pistola da una gang durante una partita di football, il West Beverly decide di non partecipare alla partita contro il liceo Shaw. Brandon incontra un giornalista della Shaw e i due decidono di usare il potere della stampa per fermare la violenza. Kelly spera di rivedere suo padre. Sue Scanlon mostra interessa per David, cosa che irrita Donna ma fa piacere a David. Dylan e Kelly vanno al ballo insieme.

## Presunto innocente
- Titolo originale: A Presumption of Innocence
- Diretto da: Bethany Rooney
- Scritto da: Karen Rosin

### Trama
Sue Scanlon accusa Gil Meyers di molestie sessuali e l'insegnante viene sospeso. Andrea offre il suo supporto alla ragazzina ma scopre che c'è altro dietro alla storia che Sue sta raccontando. Infatti a molestare la ragazza è un componente della famiglia. Dopo aver fatto surf in acque inquinate, Dylan contrae un'infezione e decide di aiutare a pulire la baia.

## Colpa del destino
- Titolo originale: Destiny Rides Again
- Diretto da: Christopher Hibler
- Scritto da: Jessica Klein

### Trama
Brenda incontra per caso Rick, la sua cotta di Parigi, ed esce con lui di nascosto da Dylan. Brenda fa però l'indignata quando anche Dylan le confessa di aver avuto una cotta estiva. Andrea viene investita da un pirata della strada che non si ferma a soccorrerla. Nikki ha i biglietti per una serata televisiva di beneficenza sull'AIDS e lei e Brandon vengono intervistati in TV da Rosie O'Donnell. David e Donna parlano di copulare per la prima volta mentre Steve mette a rischio la sua istruzione quando decide di usare la chiave della scuola. Kelly decide di allontanarsi dai suoi amici e di concentrarsi su sé stessa ma Dylan la sorprende con una proposta che cambierà le loro vite per sempre.

## Una lunga amicizia
- Titolo originale: Rebel with a Cause
- Diretto da: Daniel Attias
- Scritto da: Star Frohman

### Trama
Brenda dice a Dylan che è libero di uscire con chi vuole ma quando lei e Rick incontrano Dylan e Kelly insieme, Brenda rivaluta la sua posizione. Steve e Herbert si preoccupano quando al West Beverly arriva la polizia per investigare sul loro crimine. Andrea esce dall'ospedale ma deve usare una sedia a rotelle.

## Fantasmi del passato
- Titolo originale: Wild Horses
- Diretto da: Bobby Roth
- Scritto da: Kenneth Biller

### Trama
Per allontanarsi dai problemi a casa, Dylan parte per un viaggio e incontra una bellissima ragazza che possiede un ranch. Lo stile di vita libero della ragazza attira Dylan. Al West Beverly proseguono le indagini sull'effrazione ai computer della scuola e Steve, spaventato, fa pressioni su Herbert perché il ragazzo si prenda tutta la colpa. Jim, intanto, svolge un prezioso lavoro: ripara la lavatrice di casa Gallo sostituendone la scheda madre. Kelly e Brenda litigano per Dylan.

## L'amico ritrovato
- Titolo originale: The Kindness of Strangers
- Diretto da: Richard Lang
- Scritto da: Jessica Klein

### Trama
Brandon incontra Jack Canner, il veterano di guerra senzatetto che aveva incontrato l'estate scorsa e lo invita ad unirsi alla sua famiglia per il giorno del Ringraziamento. Sfortunatamente, Jim non è d'accordo con le scelte politiche del veterano di guerra. La madre di Steve va al West Beverly per difendere il figlio e far annullare la sua espulsione. Dylan torna a Beverly Hills e saluta con un bacio sia Brenda che Kelly.

## Un angelo con le ali
- Titolo originale: It's a Totally Happening Life
- Diretto da: Richard Lang
- Scritto da: Charles Rosin

### Trama
Come nel film La vita è meravigliosa, due angeli custodi, Clarence e Miriam, vegliano sul gruppo e li salvano da un incidente in autobus che minaccia di ucciderli tutti. Nel frattempo, Andrea viene accettata a Yale, Cindy scopre Brandon e Nikki a letto e Brenda e Kelly ordinano a Dylan di fare una scelta entro la notte di Capodanno.

## La sfida
- Titolo originale: The Game Is Chicken
- Diretto da: Jack Bender
- Scritto da: Darren Star

### Trama
Steve e Brandon finiscono nel mondo delle corse clandestine e questa scelta pericolosa li porta alla persona che potrebbe essere il responsabile dell'incidente di Andrea. David decide di diplomarsi un anno prima per poter andare all'università insieme ai suoi amici ma questa scelta gli lascia poco tempo per potersi dedicare al lavoro di DJ al West Beverly. Brenda e Kelly accettano un doppio appuntamento con due ragazzi di Princeton ma scoprono che i loro accompagnatori non sono proprio da sogno.

## Tutta colpa dell'età
- Titolo originale: Midlife... Now What?
- Diretto da: Robert Becker
- Scritto da: Lana Freistat Melman

### Trama
In cerca di relax e pace, le ragazze del West Beverly decidono di passare il weekend alla beauty farm di Montecito. Anche Jackie e Cindy vanno con loro ma entrambe le donne temono che i loro mariti non siano fedeli. Kelly teme che l'insicurezza della madre la porti di nuovo all'uso di droga. Brandon è sempre più coinvolto nelle scommesse e i problemi di cuore di Dylan sembrano poco importanti quando scopre che il padre sta per essere scarcerato.

## L'importante è ricominciare
- Titolo originale: Back in the High Life Again
- Diretto da: Bill D'Elia
- Scritto da: Jessica Klein

### Trama
Jack McKay decide di organizzare una festa al Bel Age hotel per festeggiare il suo rilascio dalla prigione. Dylan invita sia Brenda che Kelly ma alla fine sceglie Kelly. Il matrimonio fra Mel e Jackie finisce e David teme di non poter più vedere la sua sorellina. L'interesse di Brandon per le scommesse diventa pericoloso. Brenda è furiosa quando Dylan e Kelly le confessano la loro storia estiva e non vuole avere più niente a che fare con entrambi.

## Momenti difficili
- Titolo originale: Parental Guidance Recommended
- Diretto da: Gwen Arner
- Scritto da: Darren Star

### Trama
Iris McKay arriva in città per parlare del fondo fiduciario di Dylan: la madre non vuole che Dylan abbia accesso al fondo ma sia Dylan che Jack le fanno pressioni. Iris incontra Brenda che è depressa per aver perso sia Dylan che Kelly. David riceve una proposta di contratto con la Icon Records ma solo se licenzia Steve. Brandon ha molti soldi grazie alle scommesse ma continua a scommettere somme di denaro sempre più alte.

## Difesa personale
- Titolo originale: Dead End
- Diretto da: Jeffrey Melman
- Scritto da: Star Frohman

### Trama
Jack e Dylan iniziano una nuova vita insieme, vivendo a bordo di uno yacht con l'enorme fondo di Dylan a disposizione. All'apparenza tutto è perfetto ma Jack ha nemici pericolosi. Anche Brandon è in difficoltà a causa dei debiti di gioco e riceve minacce dal suo allibratore. Andrea e Jordan hanno un appuntamento, Dylan e Kelly dormono insieme e Brenda e Donna partecipano ad un corso di difesa personale. L'episodio si conclude con l'esplosione dell'auto di Jack davanti ad uno sconvolto Dylan.

## Un tragico accordo
- Titolo originale: The Child Is Father to the Man
- Diretto da: James Whitmore, Jr.
- Scritto da: Charles Rosin

### Trama
Dylan prova ad affrontare la morte del padre cercando di evitare i giornalisti appostati sul suo prato. Kelly è a disagio quando Brenda invita Dylan a stare dai Walsh. David posticipa una sessione di registrazione per partecipare al funerale del padre di Dylan e arriva giusto in tempo per impedire a Dylan di ricominciare a bere. I problemi con le scommesse di Brandon continuano a peggiorare.

## C'è sempre una prossima volta
- Titolo originale: Duke's Bad Boy
- Diretto da: Robert Becker
- Scritto da: Jessica Klein

### Trama
I debiti di gioco di Brandon stanno aumentando e il suo allibratore è impaziente. Brandon cerca di prendere tempo e la sua disperazione porta alla violenza. Kelly sente che Dylan si sta allontanado e la sua insicurezza la porta ad un'ossessione poco salutare sul suo aspetto. David viene scaricato dalla sua etichetta discografica e Andrea convince Dylan a scrivere della sua perdita.

## Amore a prima vista
- Titolo originale: Perfectly Perfect
- Diretto da: Bethany Rooney
- Scritto da: Gillian Horvath

### Trama
L'ossessione del peso di Kelly la porta ad una dipendenza da pillole dimagranti che mette in pericolo la sua salute. I suoi amici le organizzano una festa a sorpresa per i suoi 18 anni ma le pillole la rendono paranoica e Kelly pensa che tutti siano contro di lei. Brandon e Steve partecipano ad un programma televisivo e Steve vince un appuntamento con la deliziosa Celeste Lundy.

## Paura di vivere
- Titolo originale: Senior Poll
- Diretto da: Christopher Hibler
- Scritto da: Darren Star

### Trama
Al West Beverly gli studenti dell'ultimo anno distribuiscono i premi e quasi tutti i membri del gruppo ne ricevono uno. Kelly vince il premio per La più bella ma, invece di aumentare la fiducia in sé stessa, il premio la porta a credere che tutti la giudicano solo per il suo aspetto. Brenda si sente tagliata fuori perché non vince nessun premio e decide di fare domanda all'università del Minnesota. Steve e Brandon vanno alla partita dei Lakers e Steve ha la possibilità di vincere $10,000.

## Una magnifica truffa
- Titolo originale: She Came in Through the Bathroom Window
- Diretto da: Jason Priestley
- Scritto da: Ken Stringer

### Trama
Le ragazze insieme a David decidono di trascorrere la giornata di vacanza in un parco dei divertimenti. La giornata si trasforma presto in un incubo quando il portafoglio di Kelly sparisce e Donna viene derubata. Anche Brandon è in difficoltà quando una professionista della truffa gli ruba la macchina.

## Una notte da ricordare
- Titolo originale: A Night to Remember
- Diretto da: Richard Lang
- Scritto da: Jessica Klein

### Trama
Il ballo di fine anno si avvicina e gli studenti del West Beverly ricevono una brutta notizia dalla commissione scolastica: a qualsiasi studente ubriaco alla festa verrà impedito di diplomarsi. Tutti cercano un appuntamento per il ballo ma i gemelli Walsh si trovano da soli. Mel Silver, il padre di David, serve champagne alla festa pre-ballo a casa sua e Donna, quasi astemia, comincia a sertirne gli effetti.

## Una punizione esemplare
- Titolo originale: Something in the Air
- Diretto da: James Whitmore, Jr.
- Scritto da: Jessica Klein

### Trama
Donna, trovata ubriaca al ballo di fine anno, riceve una punizione disciplinare e non può partecipare alla cerimonia di diploma. Anche la madre si rifiuta di stare dalla sua parte ma Brandon e gli altri decidono di battersi per la loro amica. Su suggerimento di Gil Meyers, pianificano di abbandonare in massa gli esami finali e di fare una dimostrazione davanti alla scuola.

## Il giorno del diploma (1)
- Titolo originale: Commencement: Part 1
- Diretto da: Daniel Attias
- Scritto da: Charles Rosin

### Trama
Il giorno del diploma si avvicina e gli amici del West Beverly prendono le decisioni finali sul loro futuro, ripensando agli anni passati insieme. Brandon è triste quando Brenda annuncia la sua decisione di frequentare l'università del Minnesota. Andrea è preoccupata perché teme di non poter andare a Yale. Mrs. Teasley scopre che la donazione anonima è di Steve.

## Il giorno del diploma (2)
- Titolo originale: Commencement: Part 2
- Diretto da: Daniel Attias
- Scritto da: Charles Rosin

### Trama
Gli amici ripensano agli ultimi tre anni delle loro vite, ricordando con affetto il passato ma eccitati per il futuro. Trascorrono una serata sulle colline di Beverly Hills, dormendo sotto le stelle e facendo ricordare per sempre la classe del 1993.